# Варшава Хаб

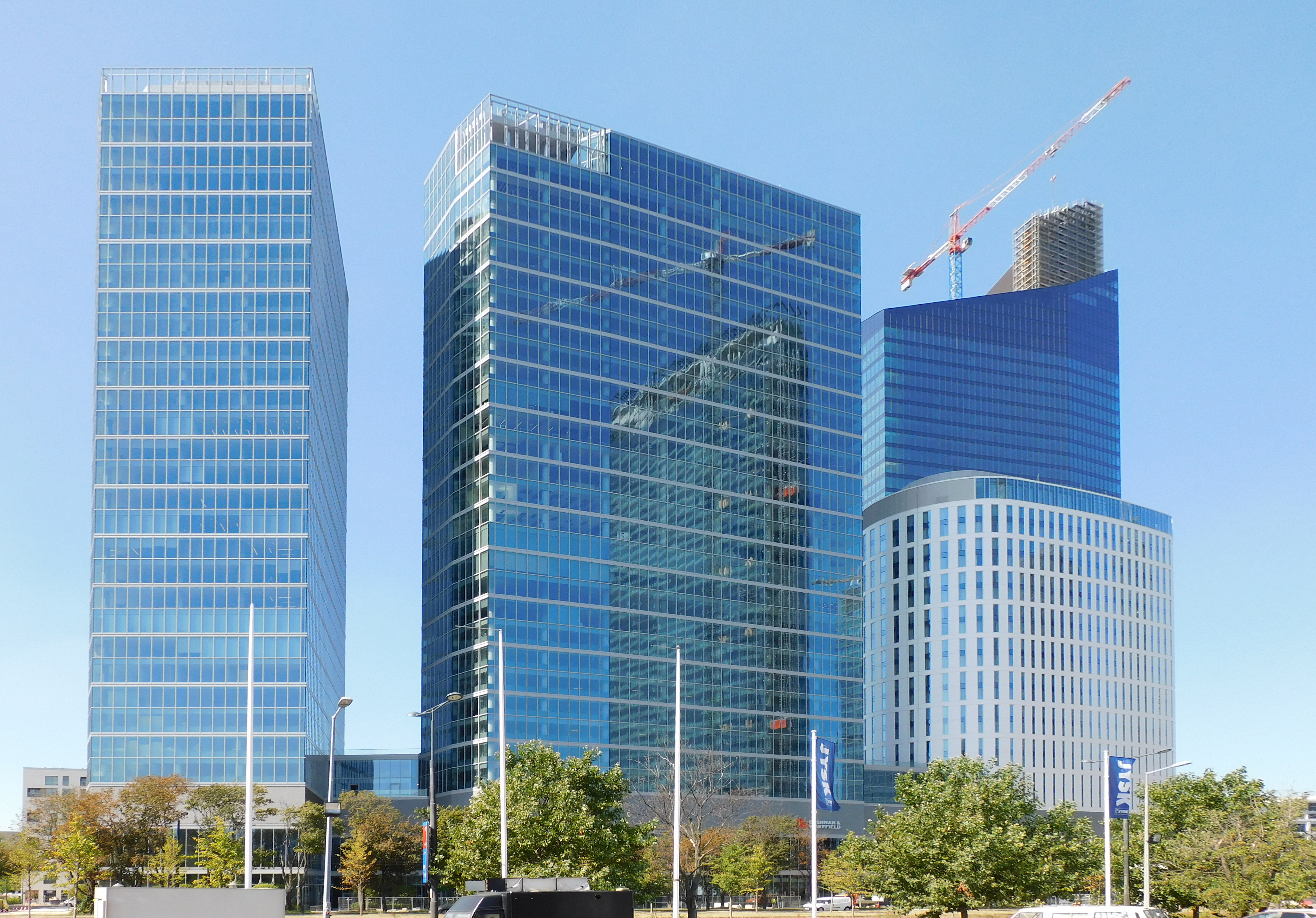
Варшава Хаб, 2020

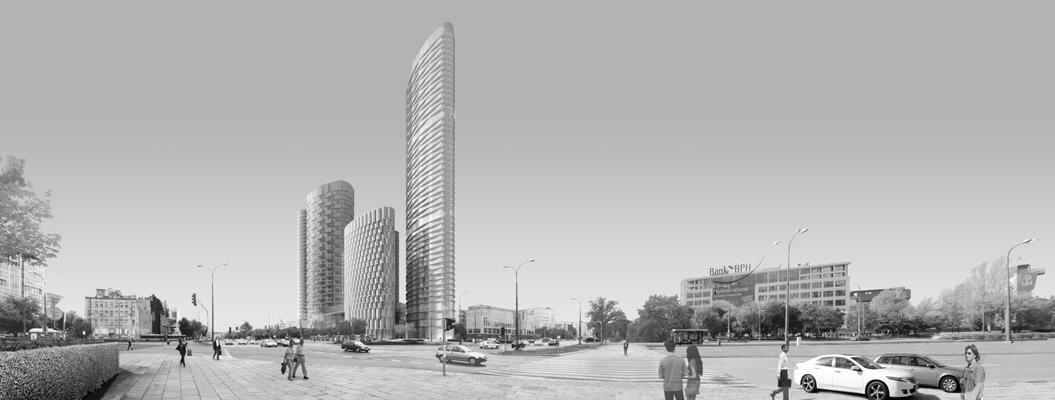
Архітектурний проєкт

Варшава хаб (The Warsaw Hub, раніше Sienna Towers) — це комплекс із трьох висотних будівель у варшавському районі Воля. Ансамбль будівель розташований на Рондо Дашинського, кільцевому перехресті головних доріг Товарова та Проста. Тут знаходиться станція Рондо Дашинськєґо другої лінії Варшавського метрополітену(M2).

## Структура будівлі
Комплекс складається з трьох висотних будівель (одна 86 метрів і дві заввишки 130 метрів), які з'єднані спільною п'ятиповерховою основою. Нижні поверхи використовуються для паркування, а також для комерційних та бізнес-приміщень (таких як  дрогері Rossmann та дискаунтер Biedronka). У трьох вежах розташовані два готелі InterContinental (340 номерів та люксів під брендами Holiday Inn Express та Crowne Plaza), офіси (орендарі типу Standard Chartered Bank), коворкінгові зони (7000 м²), центр розвитку стартапів (The Heart Warsaw), конференц-центр, кілька ресторанів та фітнес-клубів. Комплекс має чотири підземні та 31 надземний поверхи. Дві вищі вежі з'єднані трьома двоповерховими мостами. Загальна корисна площа становить 113 000 м², з яких близько 70 000 м² призначено для офісного використання. Розробником проєкту є компанія Ghelamco, відповідальним архітектурним бюро є AMC – Анджей М. Холдзинський. Будівельні роботи над комплексом розпочалися на початку 2016 року, а завершилися в середині 2020 року. Вартість будівництва становить близько 1 млрд злотих.
Пізно ввечері 7 червня 2019 року пожежа виникла на 25 поверсі (на висоті близько 100 метрів) і поширилася на інші поверхи. Вже наступного дня пожежу вдалося приборкати. Боротьба з вогнем була складною, оскільки на той час у будівлі не було встановлено засобів пожежогасіння, а на верхніх поверхах ще не було сходів.

## Контроль доступу
Співробітники компаній, що там працюють, можуть отримати доступ до будівель через додаток для смартфонів. В'їзд до паркінгу контролюється системою розпізнавання номерних знаків. На парковці є зарядні станції для електромобілів. Є 420 місць для паркування велосипедів. З комплексу є окремий вхід до станції метро.

## Sky Art Gallery
Під час будівництва на опалубці були представлені абстрактні твори мистецтва художника Лукаша Стоковського (1983 р. н.). Під час будівництва інсталяція підіймалася вгору разом з опалубкою. Така форма презентації мистецтва під час будівництва була застосована тут вперше в Європі та отримала назву Sky Art Gallery.

## Нагороди
Варшава Хаб отримав кілька нагород від International Property Awards під час будівництва. Комплекс було визнано Найкращою комерційною висотною забудовою Польщі у жовтні 2018 року та Найкращою комерційною висотною будівлею у Європі у грудні 2018 року.